# Seregno Foot-Ball Club 1928-1929
Questa voce raccoglie le informazioni riguardanti il Seregno Football Club nelle competizioni ufficiali della stagione 1928-1929.

## Rosa
| N. |                   | Ruolo | Calciatore        |
| -- | ----------------- | ----- | ----------------- |
|    | Italia (bandiera) | P     | Domenico Bonzi    |
|    | Italia (bandiera) | D     | Guerrino Cattaneo |
|    | Italia (bandiera) | A     | Giovanni Chiusano |
|    | Italia (bandiera) | C     | Giuseppe Clivio   |
|    | Italia (bandiera) | C     | Enzo Dal Dan      |
|    | Italia (bandiera) | C     | Diotti            |
|    | Italia (bandiera) | C     | Formenti          |

| N. |                   | Ruolo | Calciatore        |
| -- | ----------------- | ----- | ----------------- |
|    | Italia (bandiera) | A     | Francesco Fossati |
|    | Italia (bandiera) | D     | Armando Genovesi  |
|    | Italia (bandiera) | A     | Alberto Macchi    |
|    | Italia (bandiera) | D     | Giuseppe Mandelli |
|    | Italia (bandiera) | D     | Ezio Mariani (I)  |
|    | Italia (bandiera) | C     | Francesco Mazza   |
|    | Italia (bandiera) | D     | Carlo Tagliabue   |